# Fagerborg

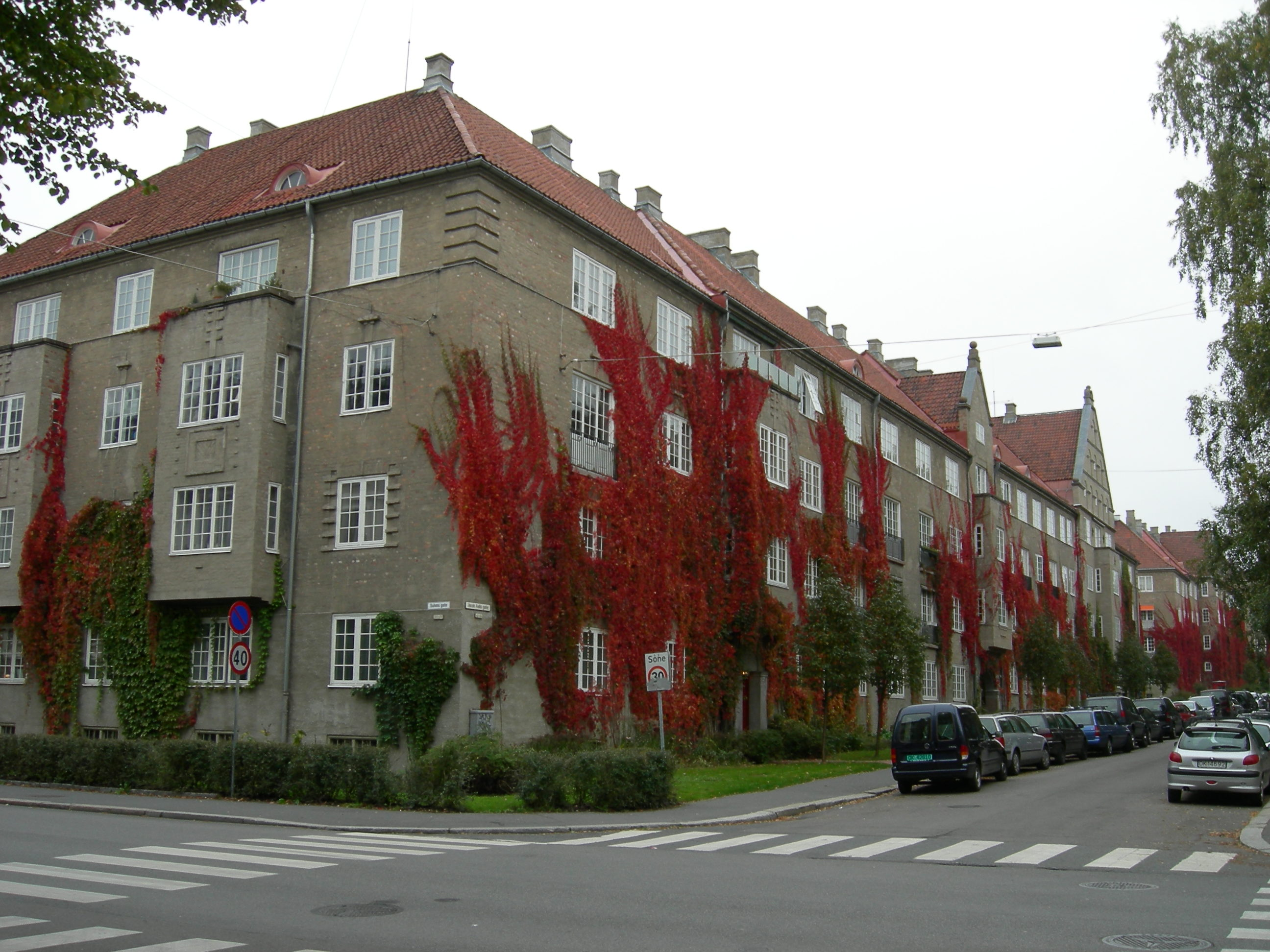
Wohnsiedlung Jessenløkken in Fagerborg.

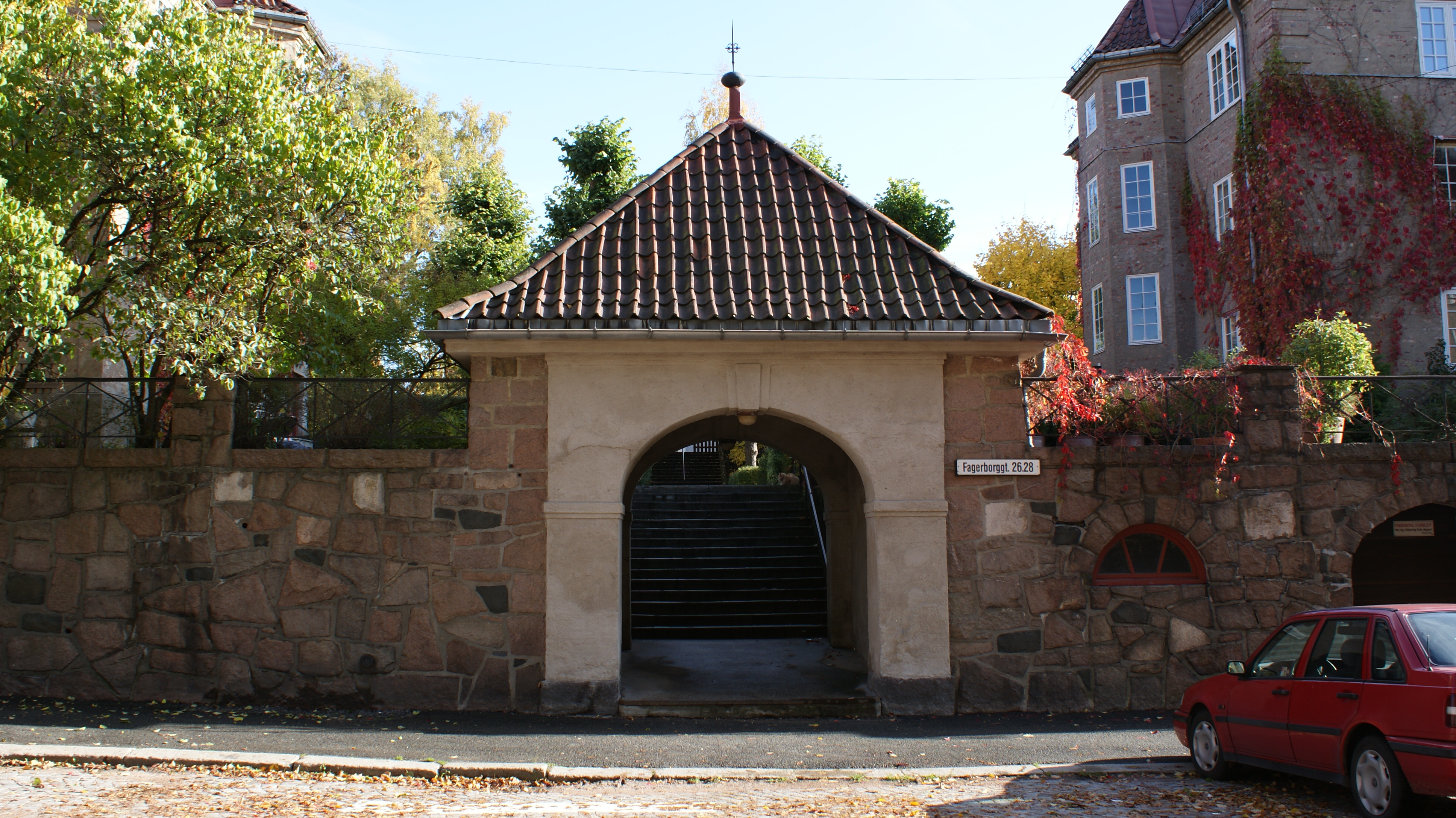
Hertzbergs gate in Fagerborg

Fagerborg ist eine Kirchspielsgemeinde (nor.: Sogn) und ein Stadtviertel im Stadtteil St. Hanshaugen von  Oslo. 

## Beschreibung und Geschichte
Das Stadtviertel umfasst den Bereich zwischen dem Stensparken und an den Majorstuen sowie grenzt an Marienlyst und Adamstuen. Der Name Fagerborg kommt von einer Paddock bzw. Pferdekoppel,  die in etwa in Höhe der heutigen Fagerborggata 52 lag. Um 1837 wurde das Gebiet des heutigen Stadtviertel von dem damaligen unteren Blindern-Bauernhof abgetrennt. 
Fageborg gehörte zu den sogenannten Bymarken, den eingemeindeten Flächen von Christinia, des heutigen Oslo. Das erste in den 1870er Jahren errichtete große Hauptgebäude im Viertel wurde später als Waisenhaus genutzt und diente nach dem Zweiten Weltkrieg als Schule sowie 1957 schließlich abgerissen. 
Die Bebauung von Fagerborg ist sehr unterschiedlich und besteht aus einer Mischung von Villen und Straßenzügen als Wohn- und Geschäftshäusern, von denen die meisten zwischen 1880 und 1920 gebaut wurden. In den 1920er Jahren wurde in Fagerborg noch weitere neue Straßenzüge errichtet. Der westliche Teil des Viertels wird von der Wohnsiedlung Jessenløkken dominiert, die von 1919 bis 1922 an der Suhms gate, Kirkeveien, (Ring 2),  Gørbitz’ gate und an der Jacob Aalls gate gebaut wurde. Die Wohnanlage besteht insgesamt aus 37 Wohnhäusern, die allesamt im sogenannten nordischen Neobarock errichtet wurde.
In dem Stadtviertel befindet sich die Fagerborg videregående skole (Weiterführende Schule Fagerborg) und die die Fagerborg kirke. Die Fagerborg kirke wurde 1903 im Jugendstil Østfold-Granit am angrenzenden Stensparken gebaut.
In Fageborg wurde 2009 der neue Kindergarten Fagerborg Menighetsbarnehage auf einer Fläche von 1000 m2 von dem Architekturbüro Reiulf Ramstad arkitekter AS errichtet, der 2010 mit norwegischen Architekturpreis Sundts premie ausgezeichnet wurde.

## Galerie

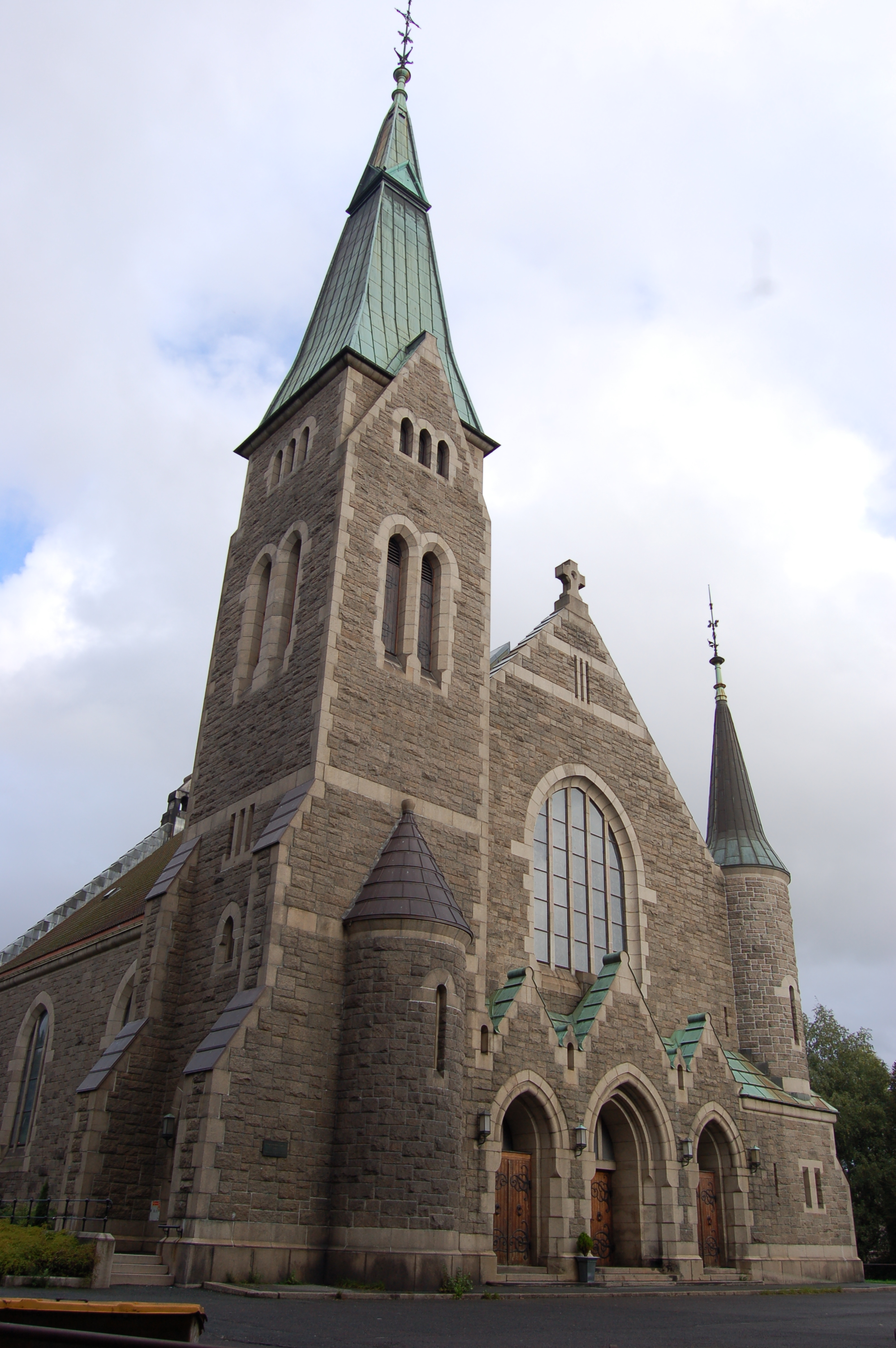
Die Fagerborg kirke im Stadtviertel
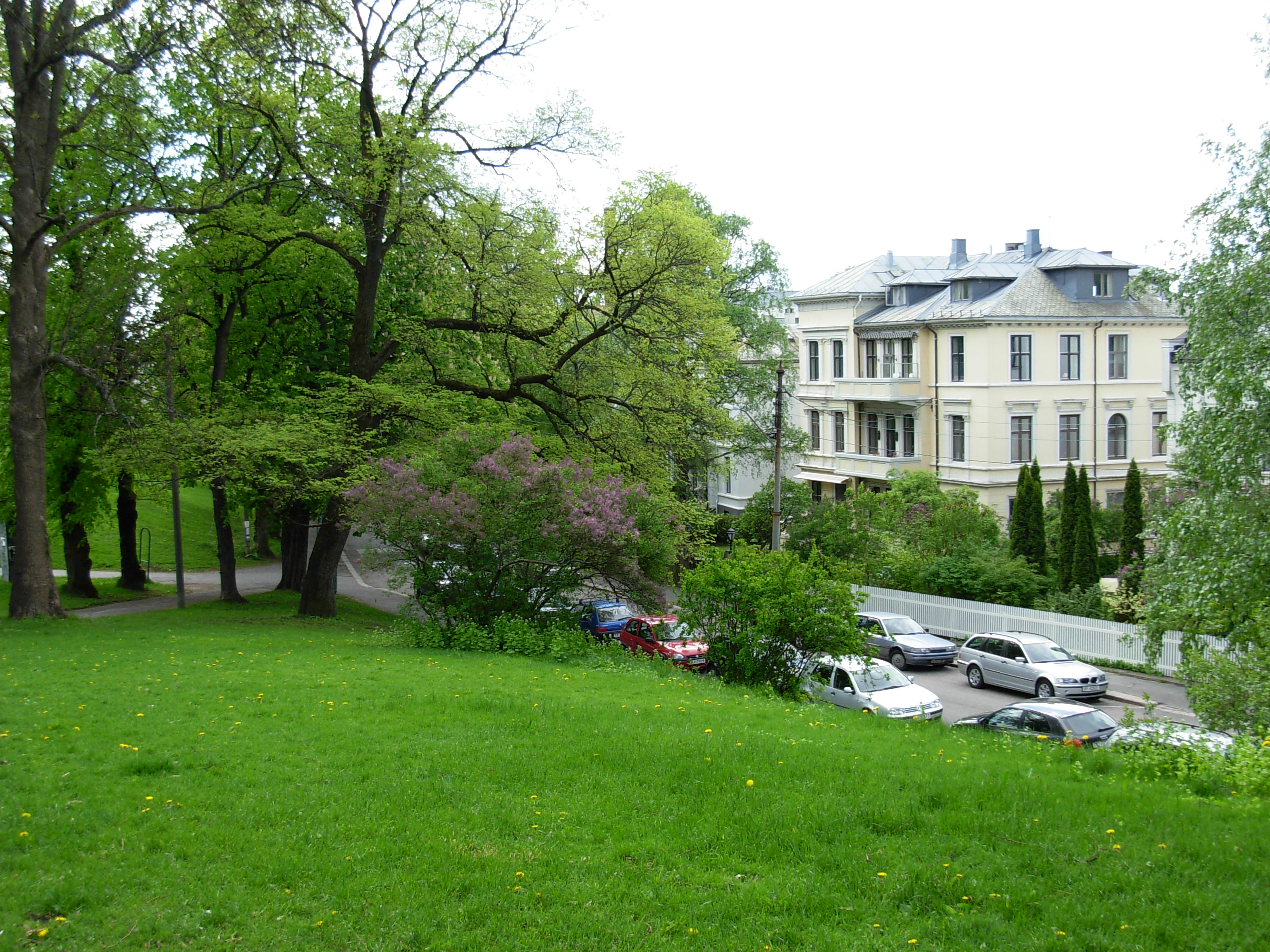
Blick vom Stensparken auf Fageborg
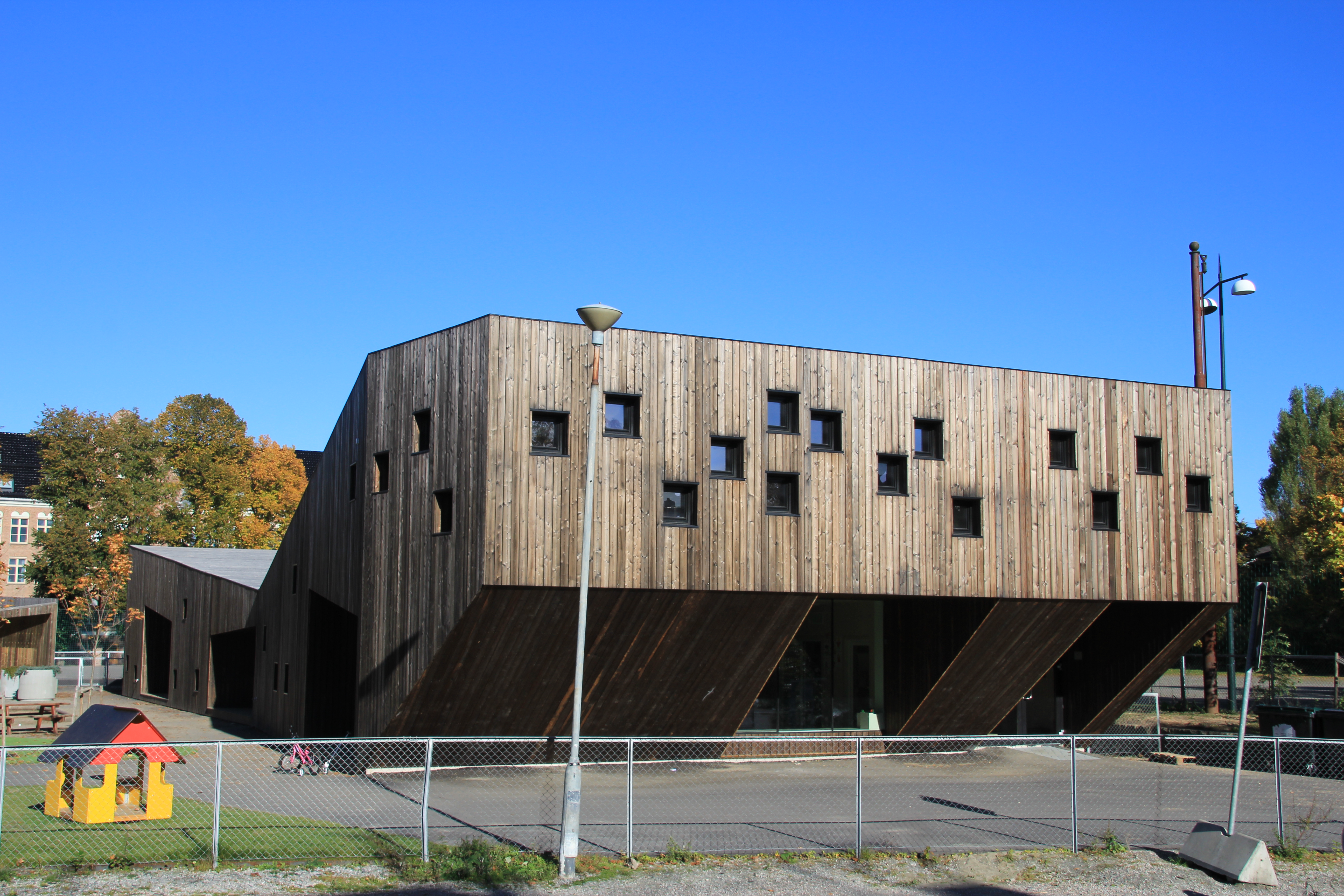
Fageborg Kindergarten vom Architekturbüro Reiulf Ramstad arkitekter AS
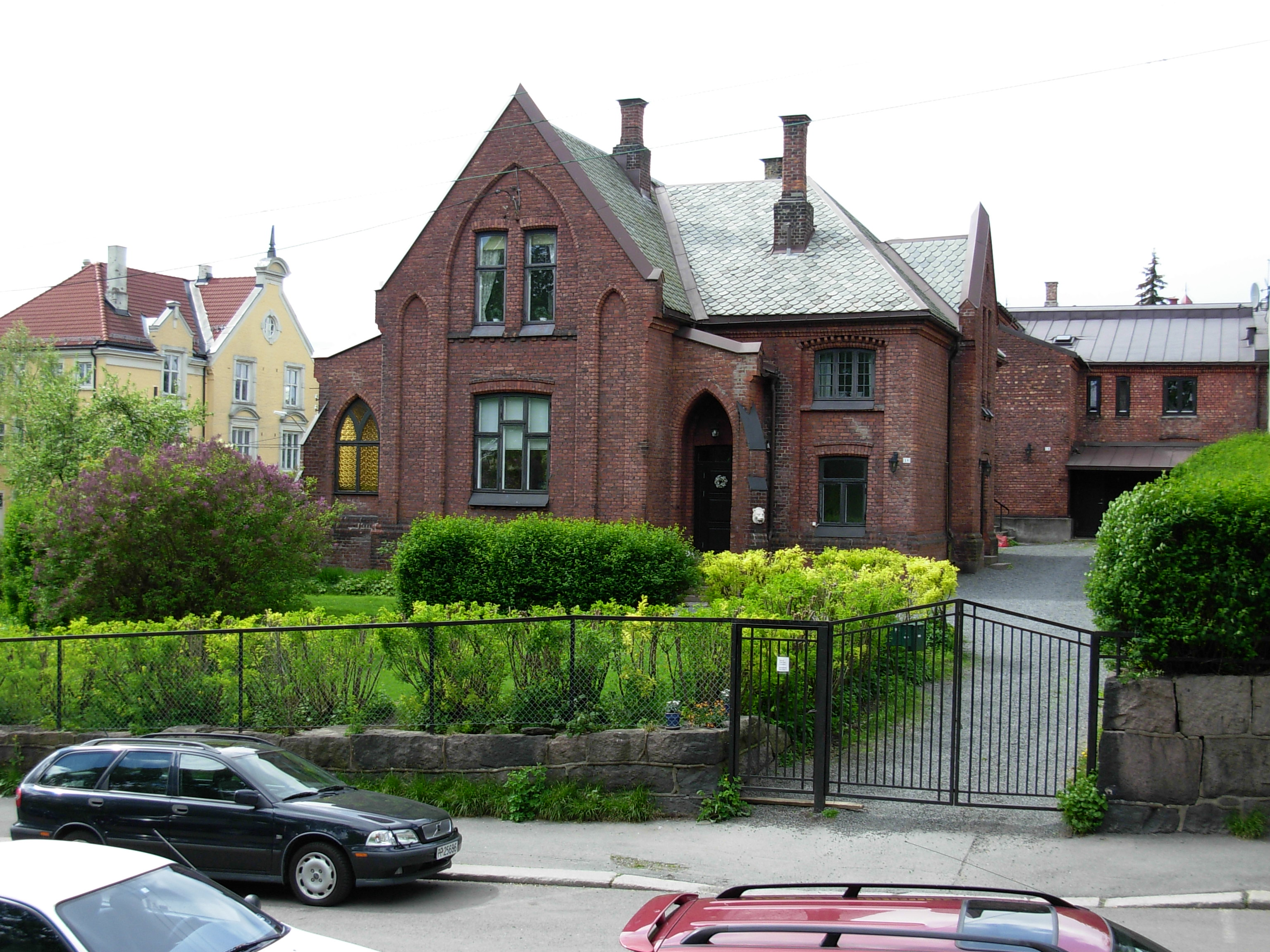
Pilestredet 85 in Fagerborg, Oslo